# 2019年ブラジルグランプリ
2019年ブラジルグランプリ（2019 Brazilian Grand Prix）は、2019年のF1世界選手権第20戦として、2019年11月17日にインテルラゴス・サーキットで開催された。
正式名称は「Formula 1 Heineken Grande Prêmio do Brasil 2019」。

## 背景
タイヤ
本レースでピレリが用意するドライタイヤのコンパウンドは、ハード（白）：C1、ミディアム（黄）：C2、ソフト（赤）：C3の硬い組み合わせ。
パワーユニット(PU)
- フェラーリは、前戦アメリカGPのFP3でトラブルに見舞われたルクレールのPUを新しいものに交換する[3]。4基目のエンジン(ICE)のみ投入するため10グリッド降格となるが、レース期間中に別途交換が必要となった場合は後方グリッドへ降格する[4][注 1]。
- FIAは11月13日、エンジン冷却システムにおける可燃性液体の利用について、パフォーマンス向上のため燃焼に活用することはできないという技術指令書を発行した。また、オイルを燃焼室に混入させて燃焼してパワー向上を図ることを禁止する技術規則にも言及し[5]、エンジンオイルの仕様や量などの詳細を提出するよう全チームに要求した[6]。

2020年シーズンの動向
- アルファロメオは、アントニオ・ジョヴィナッツィの契約延長を発表。キミ・ライコネンとのコンビが継続される[7]。
- レッドブル及びトロ・ロッソは11月12日、2020年のラインナップを発表した。レッドブルはフェルスタッペンとアレクサンダー・アルボン、トロ・ロッソはダニール・クビアトとピエール・ガスリーが引き続き起用される[8]。

その他
- メルセデスのトト・ヴォルフチーム代表は、2021年のF1レギュレーション大幅改定に向けての取り組みを優先するため、本レースに帯同しないことを決断した。2013年のチーム代表就任以来初のGP欠席となる[9]。

## エントリー
レギュラーシートは前戦アメリカGPから変更なし。ウィリアムズは前戦に引き続き、ニコラス・ラティフィを金曜午前のFP1に出走させる。

## フリー走行
FP1（金曜午前）
朝から降り出した雨によりウエットコンディション、気温17度、路面温度21度でセッションが始まった。積極的な走行を行ったドライバーはほとんどおらず、35分までタイムを記録したのはカルロス・サインツJr.のみであった。シャルル・ルクレールがウエットタイヤでタイムを記録していくと、他のドライバーも徐々にインターミディエイトタイヤでコースインしていった。残り20分を切ったところでアレクサンダー・アルボンが1分16秒142のトップタイムを記録したが、セッション終盤にスリックタイヤで走行した際にクラッシュし、赤旗終了となった。マックス・フェルスタッペン、ルイス・ハミルトン、ロマン・グロージャン、セルジオ・ペレスは最後までタイムを記録しなかった。
FP2（金曜午後）
雨は止み、気温20度、路面温度24度、路面もわずかにウエットパッチが残るもののドライコンディションでセッションが始まった。開始から6分にロバート・クビサがケビン・マグヌッセンの濡らした縁石に足を取られて大クラッシュ。6分間の赤旗中断となる。25分頃から弱い雨が落ち始め、多くのドライバーがピットへ戻ったが、雨が止むと再び各車とも走行を再開した。ソフトタイヤでルクレールが1分09秒238でトップタイムをマークしたが、セバスチャン・ベッテルが同じくソフトタイヤで1分09秒217に更新した。しかし、ベッテルはロングランのペースに不満を持ち、決勝で苦戦するだろうと述べた。残り30分を切ったところでピエール・ガスリーのマシンから白煙が上がりストップし、バーチャルセーフティカー(VSC)が導入され、残り5分にはチームメイトのダニール・クビアトがコースアウトしてクラッシュし、マシンから白煙が上がった。これにより赤旗が出されてセッションはそのまま終了した。トロ・ロッソ勢のトラブルについてはガスリーはPU、クビアトはマシンの電源が突然シャットダウンしたためであった。なお、PUについては両者とも金曜日用のものであるため以後のセッションには影響なく、グリッド降格ペナルティも受けない。
FP3（土曜午前）
曇り空が広がり、気温18度、路面温度29度のドライコンディションで始まった。前日のFP1はニコラス・ラティフィにシートを譲り、FP2の序盤にクラッシュを喫したためほとんど走行できなかったクビサが真っ先にタイム計測を行った。10分過ぎにカルロス・サインツJr.がタイム計測を行うとコースインするドライバーが増えていく。セッション後半は予選シミュレーションを行い、ハミルトンが1分08秒320でトップタイムを記録し、0.026秒差でフェルスタッペンが肉薄、フェラーリ勢はルクレール3番手、ベッテル4番手で、予選での三つ巴の戦いを予感させた。3強以外のチームも7番手のクビアトから16番手のグロージャンまで0.383秒差の大混戦であった。

## 予選
2019年11月16日 15:00 BRST(UTC-2)
- 気温20度、路面温度36度のドライコンディションで行われた。

レッドブル・ホンダのマックス・フェルスタッペンがQ1からQ3までの全セッションでトップタイムを記録し、今季2度目のポールポジションを獲得した。フェルスタッペンはこの日46歳の誕生日を迎えたチーム代表のクリスチャン・ホーナーにバースデープレゼントを、ホンダに1991年のアイルトン・セナ以来28年ぶりとなるブラジルGPでのポールポジションをもたらした。以下6番手までセバスチャン・ベッテル、ルイス・ハミルトン、シャルル・ルクレール、バルテリ・ボッタス、アレクサンダー・アルボンと3強チームがひしめき合ったが、ルクレールはグリッド降格により14番グリッドからスタートする。ベスト・オブ・レストはトロ・ロッソのピエール・ガスリーで、不振が続くハース勢とキミ・ライコネン（アルファロメオ）がQ3に進出する一方、好調だったマクラーレンとルノーがQ2までに敗退、ガスリーのチームメイトであるダニール・クビアトがQ1で敗退を喫するなど、中団グループの僅差の戦いが白熱した。カルロス・サインツJr.（マクラーレン）はQ1でイグニッションの配線トラブルに見舞われてタイムを計測できなかった。
またこの時点で、ルクレールの今シーズン最多ポールポジション記録保持者が決定し、2014年のレギュレーション変更でエンジンから「パワーユニット」になって以来初めてメルセデス勢以外のドライバーがシーズン最多ポールポジション記録保持者となった。

### 予選結果
| 順位                | No. | ドライバー                   | コンストラクター                   | Q1       | Q2       | Q3       | Grid |
| ------------------- | --- | ---------------------------- | ---------------------------------- | -------- | -------- | -------- | ---- |
| 1                   | 33  | マックス・フェルスタッペン   | レッドブル-ホンダ                  | 1:08.242 | 1:07.503 | 1:07.508 | 1    |
| 2                   | 5   | セバスチャン・ベッテル       | フェラーリ                         | 1:08.556 | 1:08.050 | 1:07.631 | 2    |
| 3                   | 44  | ルイス・ハミルトン           | メルセデス                         | 1:08.614 | 1:08.088 | 1:07.699 | 3    |
| 4                   | 16  | シャルル・ルクレール         | フェラーリ                         | 1:08.496 | 1:07.888 | 1:07.728 | 14 1 |
| 5                   | 77  | バルテリ・ボッタス           | メルセデス                         | 1:08.545 | 1:08.232 | 1:07.874 | 4    |
| 6                   | 23  | アレクサンダー・アルボン     | レッドブル-ホンダ                  | 1:08.503 | 1:08.117 | 1:07.935 | 5    |
| 7                   | 10  | ピエール・ガスリー           | トロ・ロッソ-ホンダ                | 1:08.909 | 1:08.770 | 1:08.837 | 6    |
| 8                   | 8   | ロマン・グロージャン         | ハース-フェラーリ                  | 1:09.197 | 1:08.705 | 1:08.854 | 7    |
| 9                   | 7   | キミ・ライコネン             | アルファロメオ-フェラーリ          | 1:09.276 | 1:08.858 | 1:08.984 | 8    |
| 10                  | 20  | ケビン・マグヌッセン         | ハース-フェラーリ                  | 1:08.875 | 1:08.803 | 1:09.037 | 9    |
| 11                  | 4   | ランド・ノリス               | マクラーレン-ルノー                | 1:08.891 | 1:08.868 |          | 10   |
| 12                  | 3   | ダニエル・リカルド           | ルノー                             | 1:09.086 | 1:08.903 |          | 11   |
| 13                  | 99  | アントニオ・ジョヴィナッツィ | アルファロメオ-フェラーリ          | 1:09.175 | 1:08.919 |          | 12   |
| 14                  | 27  | ニコ・ヒュルケンベルグ       | ルノー                             | 1:09.050 | 1:08.921 |          | 13   |
| 15                  | 11  | セルジオ・ペレス             | レーシング・ポイント-BWTメルセデス | 1:09.288 | 1:09.035 |          | 15   |
| 16                  | 26  | ダニール・クビアト           | トロ・ロッソ-ホンダ                | 1:09.320 |          |          | 16   |
| 17                  | 18  | ランス・ストロール           | レーシング・ポイント-BWTメルセデス | 1:09.536 |          |          | 17   |
| 18                  | 63  | ジョージ・ラッセル           | ウィリアムズ-メルセデス            | 1:10.126 |          |          | 18   |
| 19                  | 88  | ロバート・クビサ             | ウィリアムズ-メルセデス            | 1:10.614 |          |          | 19   |
| 107% time: 1:13.018 |     |                              |                                    |          |          |          |      |
| NC                  | 55  | カルロス・サインツ           | マクラーレン-ルノー                | No Time  |          |          | 20 2 |
| ソース:             |     |                              |                                    |          |          |          |      |

追記
- ^1 - ルクレールはFP1で年間最大基数を超えるパワーユニット交換（4基目のエンジン(ICE)）を行ったため10グリッド降格[3][4][25]
- ^2 - サインツはQ1でタイムを記録できなかったが、スチュワードの判断により決勝への出走が許可された[26]

## 決勝
2019年11月17日 14:10 BRST(UTC-2)
レッドブル・ホンダのマックス・フェルスタッペンが初のポール・トゥ・ウィンで今季3度目の優勝を果たした。2位には混乱をかいくぐったピエール・ガスリー（トロ・ロッソ）が入り、ホンダ製パワーユニット搭載車によるワンツーフィニッシュとなった。

### 展開

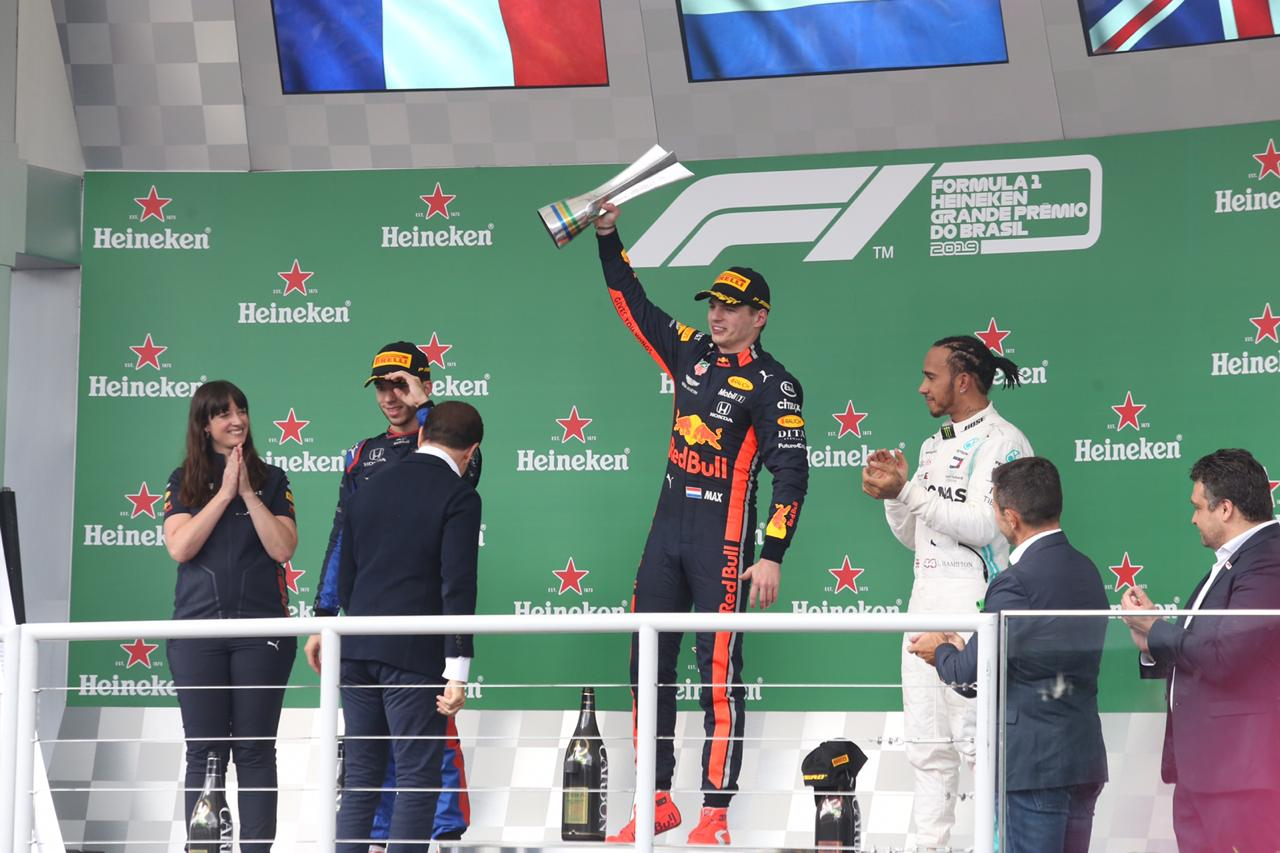
優勝トロフィーを掲げるマックス・フェルスタッペン

- 気温20度、路面温度49度、晴天、ドライコンディション[29]

シャルル・ルクレール（フェラーリ）はエンジン(ICE)交換分のグリッド降格ペナルティにより、14番グリッドからスタート。また、予選Q1のトラブルによりノータイムとなったカルロス・サインツJr.（マクラーレン）は最後尾スタートとなったため、PU一式を新品に交換したが、最後尾が確定しているため順位変動はない。スタートタイヤに関しては、上位10台が全てソフトタイヤを選択。11番手以下はルノー、ウィリアムズの2台、ダニール・クビアト（トロ・ロッソ）がミディアムタイヤでのスタートを選んだ。ルクレールは予選に関する規定に従い、Q2突破で使用したミディアムタイヤでスタートする。
オープニングラップでは、フェルスタッペンが先頭で1コーナーを抜け、スタートの蹴り出しを決めたルイス・ハミルトン（メルセデス）がベッテルを交わして2番手に浮上した。その後方では、14番グリッドからスタートしたルクレール、17番手のランス・ストロール（レーシングポイント）、最後尾のサインツらがそれぞれ3つ順位を上げる好スタートを決めた。
8周目のダニエル・リカルド（ルノー）とケビン・マグヌッセン（ハース）がターン4で接触した一件のように中団以下の順位変動は激しかったが、ルクレールが10周目に6番手となってからは、上位陣はこう着状態となり、トップ3はファステストラップを記録しつつ逃げの体制に入ったフェルスタッペンとそれを追うハミルトンという構図となり、3位ベッテルもそれに何とか食らいつく展開となった。また、20周目の暫定順位は、フェルスタッペンーハミルトンーベッテルーバルテリ・ボッタス（メルセデス）ーアレクサンダー・アルボン（レッドブル）ールクレールとなった。
そんな中、21周目にハミルトンが動いた。上位陣では真っ先にピットインし、ソフトタイヤに交換。これにより、2ストップ戦略が確定。首位のフェルスタッペンも翌22周目にピットへ。同じくソフトタイヤを履いてピットアウトしたが、その際にピットレーンでロバート・クビサ（ウィリアムズ）に引っかかってしまったこともあり、ハミルトンに順位を譲った。しかし、フェルスタッペンは23周目のホームストレートでハミルトンを捉えると、ターン1の飛び込みでオーバーテイクし順位を取り戻した。
他の上位勢はタイヤ戦略が分かれた。ベッテルとアルボンはミディアム、ボッタスはハードを選択し、1ストップ戦略を候補に入れた。ステイアウトしていたルクレールも30周目にピットインしてハードに交換。6番手で戦列に復帰した。だが、ハードタイヤ組はトップ2に追いつくことはできず、事実上、フェルスタッペンとハミルトンの一騎打ちとなった。42周目にはボッタスが2度目のピットイン。ハードからミディアムにスイッチした。翌周にはハミルトンもピットインし、ソフトからミディアムに交換。フレッシュタイヤを履いたボッタスは早速ファステストラップを更新。フェルスタッペンも45周目にピットへ入り、ミディアムを履いてハミルトンの前でコースに戻ることに成功した。
52周目、上位を目指していた6番手のボッタスがリアから白煙を吐きターン4で車を停めた。これによりセーフティーカーが導入。この時点で首位のフェルスタッペンはこのタイミングでピットストップを行い、2番手に後退した。一方のハミルトンはフェルスタッペンの動きを見て、ステイアウトを選択した。長きに渡るセーフティカーランの後、レースは60周目に再開。リスタートと同時に、再びターン1でアウト側からハミルトンに仕掛けオーバーテイク。そしてアルボンもベッテルを交わして3番手へ浮上した。
4番手となったベッテルは逆にルクレールからの攻撃を受けることとなった。そして66周目、バックストレートで両者は接触し、ルクレールは右フロント、ベッテルは左リヤに損傷を抱え、共にリタイアした。これで2度目のセーフティカーが出動。ハミルトンはタイヤ交換を行う。これでフェルスタッペン‐アルボン‐ガスリー‐ハミルトンという順位となり、ホンダ製パワーユニット勢がトップ3を占める状況となった。レースは残り2周で再開。ハミルトンはガスリーを交わすと、ターン10でアルボンに仕掛けたが接触。初表彰台が見えていたアルボンはスピンして大きく後退し、ハミルトンのマシンはフロントウイングの翼端板にダメージを負い、体勢を立て直すため減速した。4番手にいたガスリーはハミルトンをパスして2番手へ浮上した。
フェルスタッペンはそのままトップでチェッカーを受け、今季3勝目を自身初となるポール・トゥ・ウィンで達成した。0.062秒差でハミルトンを抑えたガスリーが2位でフィニッシェし、キャリア初の表彰台を獲得した。3位にはハミルトン。4位以下は中団チームが続いた。4位サインツ、5位キミ・ライコネン（アルファロメオ）、6位アントニオ・ジョビナッツィ（アルファロメオ）、7位リカルド、8位ノリス、9位セルジオ・ペレス（レーシングポイント）、10位はクビアトとなった。ただし、ハミルトンはアルボンとの接触について一件や入賞圏内のドライバーも含め、複数名がボッタスのストップを受け黄旗が出された前後にDRSを起動させた疑いがあり、該当者は規定違反となるため、複数名が審議対象となったことから、この順位は暫定結果となった。
ただ、審議を反映する余裕がなく、一旦チェッカーフラッグを受けた順番に基づいて進行。暫定3位としてハミルトンが表彰式に参加した。表彰式後（正確にはトップ3による記者会見後）、ハミルトンは5秒のタイムペナルティとペナルティポイント2点加算処分が科されて3位から7位に降格された。
フェラーリ勢は66周目の同士討ちにより両者リタイア(両者とも完走扱い)となり、2度目のセーフティカー出動の要因となった。フェラーリ勢はその後スチュワードに呼び出されたが、両者ともお咎めなしとなった。
ハミルトンのペナルティにより3位に繰り上がったのはマクラーレンのカルロス・サインツJr.で、予選を走行できず最後尾グリッドからのスタートから追い上げチェッカー時には4位まで挽回。最終的にはハミルトンのペナルティの認定は表彰式後に確定したため、式典でのシャンパンファイトには参加できなかったものの、初の表彰台を獲得した（結果が確定した後、サインツは表彰台に上がり祝福され、シャンパンファイトの代わりにチームメイトとスタッフと共に表彰台での記念撮影が行われた）。また、マクラーレンの表彰台は2014年開幕戦オーストラリアGP以来5年ぶりであった。また、サインツが3位となったことで表彰台に上がったドライバーの平均年齢が23歳8ヶ月23日となり、11年前のイタリアGPで樹立された平均年齢23歳11ヵ月16日の記録を上回る史上最年少ポディウム記録を更新した事が明らかとなった。
記録面ではレッドブルが21周目に行ったフェルスタッペンのピットストップにおいて1.82秒で完了させ世界最速記録を樹立した。

### レース結果
| 順位    | No. | ドライバー                   | コンストラクター                   | 周回数 | タイム/リタイア原因 | Grid | Pts. |
| ------- | --- | ---------------------------- | ---------------------------------- | ------ | ------------------- | ---- | ---- |
| 1       | 33  | マックス・フェルスタッペン   | レッドブル-ホンダ                  | 71     | 1:33:14.678         | 1    | 25   |
| 2       | 10  | ピエール・ガスリー           | トロ・ロッソ-ホンダ                | 71     | +6.077              | 6    | 18   |
| 3       | 55  | カルロス・サインツ           | マクラーレン-ルノー                | 71     | +8.896              | 20   | 15   |
| 4       | 7   | キミ・ライコネン             | アルファロメオ-フェラーリ          | 71     | +9.452              | 8    | 12   |
| 5       | 99  | アントニオ・ジョヴィナッツィ | アルファロメオ-フェラーリ          | 71     | +10.201             | 12   | 10   |
| 6       | 3   | ダニエル・リカルド 1         | ルノー                             | 71     | +10.541             | 11   | 8    |
| 7       | 44  | ルイス・ハミルトン           | メルセデス                         | 71     | +11.139 2           | 3    | 6    |
| 8       | 4   | ランド・ノリス               | マクラーレン-ルノー                | 71     | +11.204             | 10   | 4    |
| 9       | 11  | セルジオ・ペレス             | レーシング・ポイント-BWTメルセデス | 71     | +11.529             | 15   | 2    |
| 10      | 26  | ダニール・クビアト           | トロ・ロッソ-ホンダ                | 71     | +11.931             | 16   | 1    |
| 11      | 20  | ケビン・マグヌッセン         | ハース-フェラーリ                  | 71     | +12.732             | 9    |      |
| 12      | 63  | ジョージ・ラッセル           | ウィリアムズ-メルセデス            | 71     | +13.599             | 18   |      |
| 13      | 8   | ロマン・グロージャン         | ハース-フェラーリ                  | 71     | +14.247             | 7    |      |
| 14      | 23  | アレクサンダー・アルボン     | レッドブル-ホンダ                  | 71     | +14.927             | 5    |      |
| 15      | 27  | ニコ・ヒュルケンベルグ       | ルノー                             | 71     | +18.059 3           | 13   |      |
| 16      | 88  | ロバート・クビサ 4           | ウィリアムズ-メルセデス            | 70     | +1 Lap              | 19   |      |
| 17†     | 5   | セバスチャン・ベッテル       | フェラーリ                         | 65     | 接触                | 2    |      |
| 18†     | 16  | シャルル・ルクレール         | フェラーリ                         | 65     | 接触                | 14   |      |
| 19†     | 18  | ランス・ストロール           | レーシング・ポイント-BWTメルセデス | 65     | サスペンション      | 17   |      |
| Ret     | 77  | バルテリ・ボッタス           | メルセデス                         | 56     | ハイドロリクス      | 4    |      |
| ソース: |     |                              |                                    |        |                     |      |      |

ファステストラップ
- バルテリ・ボッタス - 1:10.698（43周目）
  - リタイアのためポイント対象外[39]

ラップリーダー
太字は最多ラップリーダー
- マックス・フェルスタッペン - 57周 (Lap 1-21, 26-44, 49-53, 60-71)
- セバスチャン・ベッテル - 8周 (Lap 22-25, 45-48)
- ルイス・ハミルトン - 6周 (Lap 54-59)

追記
- ^1 - リカルドは8周目のターン4でマグヌッセンと接触した責任を問われ、5秒のタイムペナルティ（ピットインで消化）とペナルティポイント2点（合計7点）が科された[42]
- ^2 - ハミルトンは3位でフィニッシュしたが、70周目のターン10でアルボンと接触した責任を問われ、レース後に5秒のタイム加算ペナルティとペナルティポイント2点（合計4点）が科されて7位に降格した[43]
- ^3 - ヒュルケンベルグは12位でフィニッシュしたが、セーフティカー走行中にマグヌッセンを追い越したため、レース後に5秒のタイム加算ペナルティとペナルティポイント1点（合計1点）が科されて15位に降格した[44]
- ^4 - クビサはアンセーフリリースでフェルスタッペンを妨害したため、5秒のタイムペナルティ（ピットインで消化）とペナルティポイント2点（合計2点）が科された[45]
- † - リタイアだが、90%以上の距離を走行したため規定により完走扱い

## 第20戦終了時点のランキング
|         | 順位 | ドライバー                 | ポイント |
| ------- | ---- | -------------------------- | -------- |
|         | 1    | ルイス・ハミルトン         | 387      |
|         | 2    | バルテリ・ボッタス         | 314      |
| 1       | 3    | マックス・フェルスタッペン | 260      |
| 1       | 4    | シャルル・ルクレール       | 249      |
|         | 5    | セバスチャン・ベッテル     | 230      |
| ソース: |      |                            |          |

|         | 順位 | コンストラクター    | ポイント |
| ------- | ---- | ------------------- | -------- |
|         | 1    | メルセデス          | 701      |
|         | 2    | フェラーリ          | 479      |
|         | 3    | レッドブル-ホンダ   | 391      |
|         | 4    | マクラーレン-ルノー | 140      |
|         | 5    | ルノー              | 91       |
| ソース: |      |                     |          |

- 注：ドライバー、コンストラクター共にトップ5のみ表示。